# Corea del Sur en los Juegos Olímpicos de Montreal 1976
Corea del Sur estuvo representada en los Juegos Olímpicos de Montreal 1976 por un total de 50 deportistas, 38 hombres y 12 mujeres, que compitieron en 5 deportes.

## Medallistas
El equipo olímpico surcoreano obtuvo las siguientes medallas:
| Nombre          | Deporte     | Competición         |
| --------------- | ----------- | ------------------- |
| Oro             |             |                     |
| Yang Jung-Mo    | Lucha libre | 62 kg M             |
| Plata           |             |                     |
| Chang Eun-Kyung | Judo        | –63 kg M            |
| Bronce          |             |                     |
| Jeon Hae-Sup    | Lucha libre | 52 kg M             |
| Equipo          | Voleibol    | Torneo F            |
| Park Young-Chul | Judo        | –80 kg M            |
| Cho Jea-Ki      | Judo        | Categoría abierta M |